# 神林 (松本市)

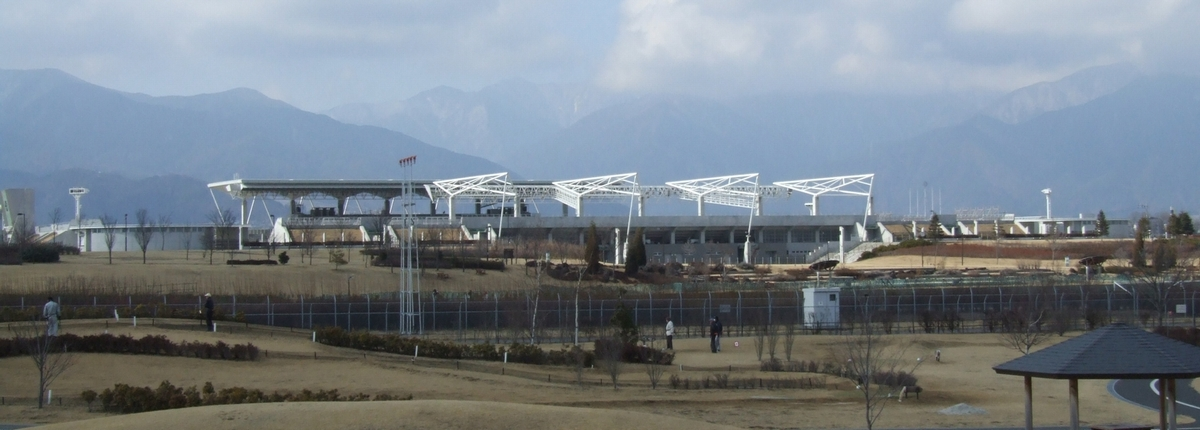
松本平広域公園総合球技場（アルウィン）

神林（かんばやし）、大字神林は長野県松本市の南西の地名。昭和の大合併により松本市に編入されるまでは神林村。郵便番号は390-1243。

## 概要
隣接する今井、笹賀、塩尻市洗馬にまたがる、信州スカイパーク（別名を松本平広域公園といい、やまびこドーム、アルウィン、陸上競技場、松本市営サッカー場、松本市馬術競技場、今井市民プール、松本市空港図書館等が含まれる）と、その北側に隣接する西南公園がある。
松本環状高家線、空港線、土合松本線の3つの県道が地区の南部で交差している。これらの県道沿いには商店が多いが、その他の地区は田畑が中心で、その中に住宅地が点在している状況である。
市街地からはやや遠いものの宅地化が進んでおり人口も伸びている。

## 歴史
市内でも古い歴史を持つ地区で、平安時代には「草茂の庄」という荘園が存在した。江戸時代には当初は4ヶ村とも松本藩の領地だったが、後に上神林村と水代村と下神林村の一部が天領、松本藩預地となった。
鎌倉時代の高僧「心地覚心」は上神林村の出身である。高野山真言宗の福應寺は覚心にゆかり深い寺として知られる。その他寺社としては、神林神社、長久寺、水月院がある。
俗地名では町神（まちかん）、川東、寺家、南荒井（以上、旧上神林村）、下神（しもかん 旧下神林村）、川西（旧水代村）、梶海渡（旧梶海渡村）などが該当する。

## 交通
路線バスは松本バスターミナルからアルピコ交通（ぐるっとまつもと）空港・今井線が長野県道296号松本空港線を経由して、下今井まで運行されている。神林地区には、神林高速バス停前・町神南・神林・上二子口（笹賀との境目付近にある）の4つの停留所がある。

## 世帯数と人口
2018年（平成30年）10月1日現在の世帯数と人口は以下の通りである。
| 大字 | 世帯数    | 人口    |
| ---- | --------- | ------- |
| 神林 | 1,877世帯 | 4,736人 |

## 小・中学校の学区
小中学校の学区は以下の通りである。
| 大字 | 小学校             | 中学校             |
| ---- | ------------------ | ------------------ |
| 神林 | 松本市立菅野小学校 | 松本市立菅野中学校 |

## 主な施設
- 松本神映幼稚園
- 松本市立神林保育園
- 松本警察署 神林駐在所
- 松本広域消防局 芳川消防署 神林出張所
- 神林郵便局